# Riverman
Riverman è un singolo della band britannica Noel Gallagher's High Flying Birds, il terzo estratto dall'album Chasing Yesterday. Scritto e cantato da Noel Gallagher, il brano con relativo lato B è stato pubblicato l'11 maggio 2015 in download digitale e nel formato 45 giri.

## Il brano
Traccia di apertura dell'album Chasing Yesterday, Riverman è stata descritta dalla rivista Q come una canzone «che viene trascinata da una deliziosa base acustica, prima di elevarsi con un inebriante assolo di chitarra elettrica e un delicato assolo di sassofono.» In più occasioni l'autore ha dichiarato che il brano ha subito una radicale evoluzione durante le sessioni di registrazione: la versione iniziale, che presentava sonorità "quasi alla Bob Dylan", si è trasformata in qualcosa che pare "provenire da una stanza piena di fumo del 1963":
(Noel Gallagher)
La canzone Pinball di Brian Protheroe, introdotta a Noel dall'amico Morrissey in un bar di Los Angeles, ha costituito una delle principali fonti di ispirazione per il risultato finale:
(Noel Gallagher)
Riguardo alle differenze fra Riverman e le canzoni da lui composte per gli Oasis ha poi aggiunto in un'altra intervista:
(Noel Gallagher)
L'assolo di chitarra elettrica è stato eseguito da Paul "Strangeboy" Stacey, amico e collaboratore di Gallagher da lungo tempo e fratello gemello del batterista Jeremy. Le parti di sassofono sono state invece affidate a Jim Hunt, che aveva in precedenza partecipato alla registrazione degli album di vari artisti, tra cui Primal Scream, Beady Eye e Richard Ashcroft.
La prima performance dal vivo di Riverman è avvenuta il 2 febbraio 2015 (un mese prima della pubblicazione dell'album Chasing Yesterday) durante un concerto esclusivo a Londra, i cui biglietti erano stati distribuiti tramite sorteggio dal sito ufficiale di Noel Gallagher. Poco dopo il concerto è poi trapelata in rete una registrazione amatoriale del brano, seppure di bassa qualità.
Un remix ufficiale ad opera del duo britannico Beyond the Wizard's Sleeve è stato diffuso in rete il 31 marzo 2015.

## Video musicale
Il videoclip, girato a Londra a fine marzo 2015, è stato diffuso il 10 aprile 2015 in esclusiva tramite l'applicazione Shazam; il giorno successivo è stato pubblicato anche su YouTube tramite il canale Vevo dell'artista.
La clip, caratterizzata dall'utilizzo di numerosi effetti psichedelici, mostra un uomo e una donna ripresi in diversi luoghi della città di Londra. Lo stesso Noel Gallagher compare in alcune scene mentre suona una chitarra elettrica semi-acustica (nello specifico una Epiphone Casino) seduto su un divano. La frase "you know we can't go back" ("sai che non possiamo più tornare indietro", ndr) è protagonista di varie inquadrature, scritta su un foglio di carta: essa è il titolo della nona traccia dell'album Chasing Yesterday, il disco da cui Riverman è tratta.

## Tracce
Lato A
1. Riverman – 5:41 (Noel Gallagher)

Lato B
1. Leave My Guitar Alone – 3:09 (Noel Gallagher)

## Classifiche
| Classifica (2015)         | Posizione massima |
| ------------------------- | ----------------- |
| Belgio (Fiandre)          | 83                |
| Belgio (Vallonia)         | 86                |
| Regno Unito               | 70                |
| Regno Unito (independent) | 4                 |
| Scozia                    | 38                |